# كلارنس توماس
كلارنس توماس (بالإنجليزية: Clarence Thomas) (و. 1948 – م) هو قاض، محام من الولايات المتحدة الأمريكية و أحد القضاة التسعة في المحكمة العليا للولايات المتحدة. توماس هو ثاني قاضٍ أسود في تاريخ المحكمة العليا بعد ثورغود مارشال. يعتبر توماس أكثر القضاة التسعة محافظةً.
تم تعيين توماس في عام 1991 بعد أن رشحه الرئيس جورج بوش الأب للمنصب و عينه مجلس الشيوخ الأميركي بتصويت 52 إلى 48. تضمنت جلسات الاستماع في مجلس الشيوخ بخصوص تعيين توماس باتهامات زميلة له في العمل، أنيتا هيل، بالتحرش الجنسي، إذ اتهمته هيل بأنه تحرش بها أثناء عمله معها في الماضي. حضر جلسات الاستماع هذه نائب الرئيس الأمريكي المستقبلي، آنذاك عضو مجلس الشيوخ الأميركي السيناتور جو بايدن و الرئيس المؤقت المستقبلي لمجلس الشيوخ السيناتور أورين هاتش و غيرهما من أعضاء مجلس الشيوخ.
في عام 1990، رشّح الرئيس جورج بوش الأب توماس لشغل مقعد في محكمة استئناف الولايات المتحدة في مقاطعة كولومبيا. خدم في هذا المنصب لمدة 16 شهرًا قبل أن يشغل منصب مُشير في المحكمة العليا الأمريكية. كانت جلسات الاستماع الخاصة بتوماس مريرة وحامية، إذ تركزت حول اتهامه بالتحرش الجنسي بالمحامية أنيتا هيل، وهي موظفة تابعة لوزارة التعليم وعضو في لجنة تكافؤ فرص العمل. زعمتْ هيل أن توماس قدم لها عدة مبادرات جنسية ورومانسية، على الرغم من أنها طلبت منه التوقف عن الأمر مرارًا وتكرارًا. أكد توماس ومؤيدوه أن هيل ومؤيديها والشهود اختلقوا المزاعم لمنع تعيين محافظ ذي بشرة سوداء في المحكمة. برّأ مجلس الشيوخ توماس في النهاية بأغلبية 52 صوتًا مقابل 48 صوتًا للمحامية أنيتا هيل.
يصف خبراء المحكمة العليا فقه توماس بأنه نصّي، إذ يؤكّد على المعنى الأصلي لدستور الولايات المتحدة وقوانينها. يعد أيضًا من أنصار القانون الفطري، حاله حال زميله في القانون، نيل غورسوش. ينظر العديد من الكتاب إلى توماس على أنه العضو الأكثر تحفظًا في المحكمة. يشتهر توماس أيضًا بأنه أمضى أكثر من عقد من الزمن دون أن يطرح أي أسئلة أثناء المرافعات الشفوية.

## تعليمه وفترة النشأة

### طفولته
وُلد كلارنس توماس عام 1948 في مدينة بين بوينت في ولاية جورجيا، وهو مجتمع صغير غالبية سكانه من ذوي البشرة السوداء ويقع بالقرب من سافانا، أسّسه الأحرار بعد الحرب الأهلية. كان ترتيبه الثاني بين ثلاثة أطفال لإم. سي توماس، وهو عامل مزرعة، وليولا ويليامز، ربة منزل. كانوا من نسل العبيد الأمريكيين، وكانت الأسرة تتحدث لغة الغولاه كلغة أم. كان أقدم أسلاف توماس المعروفين هم العبيد الذين يُدعون ساندي وبيغي، والذين ولدوا في أواخر القرن الثامن عشر وكانوا عبيدًا لدى المزارع الثري يوشع ويلسون من مقاطعة ليبرتي، جورجيا. ترك الأخ الأكبر عائلته حين كان توماس يبلغ من العمر عامين. على الرغم من أن والدة توماس عملت بجد، كانت تتقاضى في بعض الأحيان بضعة بنسات فقط في اليوم، وكانت تواجه صعوبة في توفير الطعام، واضطرت إلى الاعتماد على المساعدات الخيرية. اندلع حريق في منزلهم تاركًا إياهم بلا مأوى، ذهب توماس وشقيقه الأصغر مايرز للعيش في سافانا مع جده وجدته لأمه، مايرز وكريستين (قبل الزواج هارغروف) أندرسون.
تلقّى توماس حينها وللمرة الأولى العديد من ميزات السكن المريحة مثل تمديدات المياه الداخلية والوجبات المنتظمة. حصل مايرز أندرسون على قدر ضئيل من التعليم الرسمي، لكنه أسس عملًا مزدهرًا في مجال زيت الوقود، وكان يبيع الثلج أيضًا. وصف توماس جدّه بأنه «أعظم رجل عرفته على الإطلاق». حين كان توماس في العاشرة من عمره، بدأ باصطحاب العائلة يوميًا للمساعدة في مزرعة من شروق الشمس إلى غروبها. كان جده يؤمن بالعمل الجاد والاعتماد على الذات، وكان ينصح الأطفال «ألا تشرق عليهم الشمس وهم في الفراش». زرع جد توماس في أحفاده الإيمان بأهمية تلقي التعليم الجيد.

### تعليمه
نشأ توماس كاثوليكيًا، والتحق بمدرسة القديس بيوس العاشر الثانوية ذات الغالبية السوداء لمدة عامين قبل أن ينتقل إلى مدرسة القديس جون فياني الثانوية في جزيرة هوب، حيث كان من القلة السوداء الحائزين على مرتبة الشرف. التحق أيضًا لفترة وجيزة بكلية كونسبشن الدينية، وهي مدرسة كاثوليكية رومانية في مدينة ميسوري. لم يلتحق أي فرد من عائلة توماس بالجامعة. في عدد من المقابلات، ذكر توماس أنه غادر المدرسة في أعقاب اغتيال مارتن لوثر كينغ الابن. سمع طالبًا آخر يقول بعد إطلاق النار، «جيد، أتمنى أن يكون قد لقي حتفه». آمن أن الكنيسة لم تفعل ما يكفي لمحاربة العنصرية.
بناءً على اقتراح من الراهبة، التحق توماس بكلية الصليب المقدس في وورستر، ماساتشوستس كطالب تبادل في السنة الثانية. أثناء وجوده هناك، ساعد توماس في تأسيس اتحاد الطلاب السود. انضم ذات مرة إلى إضراب في الكلية بعد أن عوقب بعض الطلاب السود، في حين تُرك الطلاب البيض دون عقاب رغم ارتكابهم نفس الانتهاك. تفاوض بعض القساوسة مع الطلاب السود المتظاهرين لإعادتهم إلى الكلية وفضّ الإضراب.
نظرًا لأن توماس تحدث لغة الغولاه في طفولته، أدرك في الكلية أنه من غير المناسب الحديث بها على الرغم من تعلمه قواعد اللغة الإنجليزية في المدرسة، واختار أن يتخصص في الأدب الإنجليزي ليتعمق في اللغة ويتمكّن منها. في الصليب المقدس، أصبح توماس عضوًا في أخوية ألفا سيغما نو وجمعية بربل كي. حصل توماس على البكالوريوس من كلية الصليب المقدس في عام 1971 بدرجة امتياز في الأدب الإنجليزي.
مر توماس بسلسلة من التأجيلات من التجنيد العسكري أثناء وجوده في كلية في الصليب المقدس. بعد التخرج، صُنف من المتاحين للخدمة العسكرية غير المقيدة، ما أشار إلى إمكانية تجنيده للخدمة في فيتنام. فشل توماس في فحصه الطبي بسبب انحراف عموده الفقري، لذلك أُعفي من الالتحاق بالخدمة العسكرية.

### تعليمه القانوني
التحق توماس بكلية الحقوق في جامعة ييل، وحصل على درجة الدكتوراه في القانون في عام 1974، وتخرج منها مبكرًا. كتب العميد لويس بولاك في عام 1969 أن كلية الحقوق وسعت آنذاك برنامج الحصص الخاص بها للمتقدمين من السود، ليصل عدد المقبولين إلى 24 طالبًا في ذلك العام، مع خضوعهم لنظام مختلف ينقص من درجاتهم ونتائجهم في امتحان القبول في القانون. أشار توماس إلى أن مكاتب المحاماة التي تقدم إليها بعد تخرجه من جامعة ييل لم تأخذ درجة دكتوراه القانون الخاصة به على محمل الجد؛ وافترضوا أنه حصل عليها بسبب سياسات العمل الإيجابي تجاه السود. وفقًا لتوماس، طرح مكاتب المحاماة أيضًا «أسئلة حرجة، ما أشار بشكل لا لبس فيه إلى أنهم شككوا درجة الذكاء التي أشارت إليها علاماتي». أضاف: «أزلت ملصقًا بقيمة خمسة عشر سنتًا من علبة سيغار ولصقتها على إطار شهادتي في القانون لأذكر نفسي بالخطأ الذي ارتكبته بالذهاب إلى جامعة ييل. لم أغير رأيي أبدًا بشأن قيمتها». 

## روابط خارجية
- كلارنس توماس على موقع IMDb (الإنجليزية)
- كلارنس توماس على موقع الموسوعة البريطانية (الإنجليزية)
- كلارنس توماس على موقع مونزينجر (الألمانية)
- كلارنس توماس على موقع ميوزك برينز (الإنجليزية)
- كلارنس توماس على موقع إن إن دي بي (الإنجليزية)
- كلارنس توماس على موقع قاعدة بيانات الفيلم (الإنجليزية)